# لويل (كارولاينا الشمالية)
لويل، كارولاينا الشمالية (بالإنجليزية: Lowell, North Carolina)‏ هي مدينة تقع في الولايات المتحدة في مقاطعة غاستون، كارولاينا الشمالية. يقدر عدد سكانها بـ 3,526 نسمة ومساحتها 6.91 كم2 وترتفع عن سطح البحر 249 متر.

## التركيبة السكانية
حدّد مكتب تعداد الولايات المتحدة بيانات التركيبة السكانية للويل في تعداد الولايات المتحدة. في ما يلي، التركيبة السكانية حسب تعدادي 2000 و2010.

### تعداد عام 2000
بلغ عدد سكان لويل 2,662 نسمة بحسب تعداد عام 2000، وبلغ عدد الأسر 1,085 أسرة وعدد العائلات 749 عائلة مقيمة في المدينة. في حين سجلت الكثافة السكانية 377.1 نسمة لكل كيلومتر مربع (976.7/ميل2). وبلغ عدد الوحدات السكنية 1,137 وحدة بمتوسط كثافة قدره 161 لكل كيلومتر مربع (417.0/ميل2).
وتوزع التركيب العرقي للمدينة بنسبة 91.40% من البيض و6.46% من الأمريكيين الأفارقة و0.23% من الأمريكيين الأصليين و0.64% من الأمريكيين ذوي الأصول الآسيوية و0.19% من الأعراق الأخرى و1.09% من عرقين مختلطين أو أكثر و1.31% من الهسبانيون أو اللاتينيون من أي عرق.
بلغ عدد الأسر 1,085 أسرة كانت نسبة 34.9% منها لديها أطفال تحت سن الثامنة عشر تعيش معهم، وبلغت نسبة الأزواج القاطنين مع بعضهم البعض 48.5% من أصل المجموع الكلي للأسر، ونسبة 15.1% من الأسر كان لديها معيلات من الإناث دون وجود شريك،  بينما كانت نسبة 5.4% من الأسر لديها معيلون من الذكور دون وجود شريكة وكانت نسبة 31% من غير العائلات. تألفت نسبة 26.4% من أصل جميع الأسر من عدة أفراد يعيشون في نفس المنزل ونسبة 12.1% كانت تتألف من شخص يعيش بمفرده يبلغ من العمر 65 عاماً أو أكثر. وبلغ متوسط حجم الأسرة المعيشية 2.41، أما متوسط حجم العائلات فبلغ 2.88.
بلغ العمر الوسطي للسكان 38.6 عاماً. وكانت نسبة 23% من القاطنين تحت سن الثامنة عشر، وكانت نسبة 7.4% بين الثامنة عشر والرابعة والعشرين عاماً، ونسبة 30.5% كانت واقعةً في الفئة العمرية ما بين الخامسة والعشرين والرابعة والأربعين عاماً، ونسبة 21.8% كانت ما بين الخامسة والأربعين والرابعة والستين، ونسبة 15.6% كانت ضمن فئة الخامسة والستين عاماً فما فوق. يوجد لكل 100 أنثى 85.9 ذكر، ويوجد لكل 100 أنثى في الثامنة عشر من عمرها فما فوق 82.2 ذكر.
بلغ متوسط دخل الأسرة في المدينة 33,586 دولارًا، أما متوسط دخل العائلة فبلغ 39,143 دولارًا. وكان متوسط دخل الذكور 30,750 دولارًا مقابل 24,063 دولارًا للإناث. وسجل دخل الفرد الخاص بالمدينة 15,809 دولارًا. وكانت نسبة 10.1% من العائلات ونسبة 11% من السكان تحت خط الفقر، وكان من هؤلاء نسبة 16.3% تحت سن الثامنة عشر ونسبة 6.5% في الخامسة والستين من العمر وما فوق.

### تعداد عام 2010
بلغ عدد سكان لويل 3,526 نسمة بحسب تعداد عام 2010، وبلغ عدد الأسر 1,393 أسرة وعدد العائلات 947 عائلة مقيمة في المدينة. في حين سجلت الكثافة السكانية 499.4 نسمة لكل كيلومتر مربع (1,293.4/ميل2). وبلغ عدد الوحدات السكنية 1,536 وحدة بمتوسط كثافة قدره 217.6 لكل كيلومتر مربع (563.6/ميل2).
وتوزع التركيب العرقي للمدينة بنسبة 85.93% من البيض و8.74% من الأمريكيين الأفارقة و0.51% من الأمريكيين الأصليين و0.99% من الأمريكيين ذوي الأصول الآسيوية و0.14% من سكان جزر المحيط الهادئ و2.44% من الأعراق الأخرى و1.25% من عرقين مختلطين أو أكثر و5.67% من الهسبانيون أو اللاتينيون من أي عرق.
بلغ عدد الأسر 1,393 أسرة كانت نسبة 35.2% منها لديها أطفال تحت سن الثامنة عشر تعيش معهم، وبلغت نسبة الأزواج القاطنين مع بعضهم البعض 48% من أصل المجموع الكلي للأسر، ونسبة 13.4% من الأسر كان لديها معيلات من الإناث دون وجود شريك،  بينما كانت نسبة 6.7% من الأسر لديها معيلون من الذكور دون وجود شريكة وكانت نسبة 32% من غير العائلات. تألفت نسبة 26.3% من أصل جميع الأسر من عدة أفراد يعيشون في نفس المنزل ونسبة 10.3% كانت تتألف من شخص يعيش بمفرده يبلغ من العمر 65 عاماً أو أكثر. وبلغ متوسط حجم الأسرة المعيشية 2.50، أما متوسط حجم العائلات فبلغ 2.99.
بلغ العمر الوسطي للسكان 37.4 عاماً. وكانت نسبة 23.7% من القاطنين تحت سن الثامنة عشر، وكانت نسبة 7.6% بين الثامنة عشر والرابعة والعشرين عاماً، ونسبة 30.3% كانت واقعةً في الفئة العمرية ما بين الخامسة والعشرين والرابعة والأربعين عاماً، ونسبة 24.8% كانت ما بين الخامسة والأربعين والرابعة والستين، ونسبة 13.6% كانت ضمن فئة الخامسة والستين عاماً فما فوق. وتوزع التركيب الجنسي للسكان بنسبة 46.9% ذكور و53.1% إناث.

## أعلام
- ويلبر هوارد